# M13/40
M13/40 (итал. Carro armato M13/40) — итальянский средний танк времён Второй мировой войны. По массе относился к лёгким танкам, однако по итальянской танковой классификации считался средним. Разработан фирмой Fiat-Ansaldo в 1938—1939 годах. Стал самым массовым итальянским танком Второй мировой: за время серийного производства в 1940 — 1941 годах было произведено 710 машин. Активно использовался итальянскими войсками в 1940—1943 годах. После капитуляции Италии небольшое количество машин использовались войсками Великобритании. Германии досталось 22 танка М13-40, получивших обозначение Pz.Kpfw. M13/40 735(i).
В западной и особенно в англоязычной литературе итальянские танки этого типа, как и их дальнейшие модификации, часто обозначаются как Fiat M13/40, что не совсем корректно, поскольку основным их производителем являлся концерн Ansaldo (завод в Генуе) в сотрудничестве с концерном Fiat, заводы которого поставляли для этих танков двигатели, трансмиссии, ходовую часть.

## История
Этот танк был призван устранить все те недостатки, которые имела предыдущая модель M11/39. Уже к моменту начала запуска в серийное производство модели М11/39 стало понятно, что танк с подобной компоновкой неудачен. Мало того, что 37-мм орудие установлено в корпусе, а не в башне, так оно ещё было крайне слабым для танка, аналогичного советскому Т-26 или британскому Vickers Mk E. Особенно трудно приходилось наводчику орудия, который был одновременно и заряжающим. Все это требовало серьёзного пересмотра компоновки танка в пользу классического варианта с орудийной двухместной башней. Вместе с тем итальянская промышленность не была в состоянии освоить новый танк и чтобы не снижать темпы производства, М11/39 пришлось существенно переработать, оставив в целом большую часть танка, в частности корпус, ходовую часть практически без изменений. Прототип был представлен осенью 1939 года. Танк был принят на вооружение 26 декабря 1939 года. Серийное производство началось в середине лета 1940 года. В 1940 году собрали 235 танков и 475 в 1941. Изготавливались тремя сериями: 1-я — 100, 2-я — 200, 3-я — 410. 
Обновленная машина M13/40 получила более мощную броню. На первых 300 танках ставился прежний V-образный дизель SPA 8T мощностью 105 л.с. Начиная с 3-й серии устанавливался форсированный до 125 л.с. мотор. Орудие было перенесено из корпуса в новую двухместную башню, что дало возможность более эффективно использовать его, кроме того вместо 37-мм орудия было использовано более мощное 47-мм, созданное на базе противотанковой пушки Cannone da 47/32. Спарка пулемётов, наоборот, была перенесена в правую переднюю часть корпуса, в башне в орудийной маске появился третий пулемёт. Появилось место и для радиостанции, которой в серийных M11/39 не было. Увеличилось и число экипажа: теперь он состоял из четырёх человек (водитель-механик, стрелок-радист, наводчик-командир орудия и заряжающий). Впрочем, радиостанцию начали ставить только со 2-й серии, причем не на все танки.
В целом, по вооружению и даже бронированию этот танк был практически равным многим легким и средним танкам основного противника итальянцев — Великобритании, использовавшимся в Африке в 1940—1941 годах. Из существенных недостатков этих машин можно выделить слабую механическую часть, отсутствие специальных фильтров, в ввиду чего двигатели засорялись песком. Сам за себя говорит такой факт. Однажды Роммель организовал соревнования по стрельбе между немецкими танками Pz. III и итальянскими М13/40. От каждой стороны выдвигалось по четыре танка. Однако, на место соревнований пришёл лишь один итальянский танк. Остальные просто вышли из строя по пути. Также существенным недостатком М13/40, особенно на ранних этапах Африканской кампании, было наличие радиостанций только у командирских машин. Вступив в сражение и не имея средств связи, итальянские танкисты не были способны быстро реагировать на меняющеюся картину боя. Из командирских машин остальным сигналы передавались лишь при помощи флажков и только вне боя.

## Боевое применение

### Северная Африка
Уже первые серийные танки этой модели начали поступать в войска Итальянской Ливии в группировку генерала Валентино Бабини. Здесь они приняли участие во вторжении в Египет, впрочем, большая их часть была потеряна в конце 1940—начале 1941 года в ходе операции «Компас», когда британские войска выбили итальянцев из Египта. В течение 1941—42 годов, став единственной более-менее серьёзной танковой силой итальянцев, М13/40 применялись при осаде Тобрука и в первой битве при Эль-Аламейн. При этом итальянцы потеряли множество этих машин. Тем не менее к концу 1941 года танки М13/40 составляли если не костяк бронетанковых сил стран «Оси» в Северной Африке, то уж точно добрую половину из их числа, что, естественно, не могло положительно сказаться на общем качестве итало-германской бронетехники. Однако выбирать Роммелю было не из чего, поставки из Германии были относительно ограниченными, да и Италия не могла выпускать достаточного количества техники.
Уже с 1942 года началось пополнение войсками обновленной версией среднего итальянского танка M14/41, которая ничем радикально не отличалась от «тринадцатых». Постепенно число М13/40 в Ливии начало сокращаться, причем не только из-за боевых потерь. Итальянцы и немцы начали испытывать трудности со снабжением как топливом, смазочными материалами, так и запчастями, а также боеприпасами. После второго сражения при Эль-Аламейне в октябре-ноябре 1942 года итальянцам и немцам при их отступлении к Тунису пришлось бросить немало неисправной техники.

### Греция и Югославия
При вторжении в Грецию в октябре 1940 года итальянцы использовали свои тогда ещё новейшие танки М13/40, которыми была оснащена дивизия «Чентауро». Впрочем, итальянцам они не слишком помогли. Неожиданное упорное сопротивление более слабо вооруженных греков застигло итальянцев врасплох и несколько десятков танков было потеряно. Только после вмешательства союзников итальянцев немцев, стали возможными захват и оккупация Греции. Уже действуя совместно с немцами, в апреле 1941 года итальянские войска начали вторжение в Королевство Югославии. Дивизия «Чентауро», наступая с территории Албании, довольно скоро прорвала непрочную оборону югославов и успешно действовала в Черногории. Своим успехом она была отчасти обязана действиям 4-го танкового батальона с танками M13/40. Потеряв половину машин, батальон обеспечил наступление танковой дивизии на Подгорицу.
Данный танк не смог повлиять на ход сражений в войне, поскольку их было выпущено относительно мало и много было потеряно, особенно в сражениях в Африке. Эти машины под обозначением PzKpfw M13/40 735(i) применялись немцами против сил союзников на итальянском и балканском театрах военных действий.

## Машины на базе M13/40

### Carro Armato M13/40 Centro Radio
Командирская модификация для танковых частей. Отличалась наличием двух радиостанций Magneti Marelli: стандартной RF1CA и более мощной RF2CA дальностью действия до 30 километров. Внешне эти танки отличались двумя штыревыми антеннами. Выпущено около десятка экземпляров.

### Carro Comando per Semovente da 75/18
Командирская модификация для частей самоходок Semovente da 75. Отличалась отсутствием башни и установкой дополнительной радиостанции. Вооружение состояло из спарки 8-мм пулеметов Breda Model 38 в лобовой части рубки и одного зенитного. В 1941 году выпущено 30 экземпляров.

### Semovente da 75/18
Легкая по массе самоходно-артиллерийская установка, вооруженная 75-мм пушкой Obice da 75/18 в полностью бронированной рубке. Создано в 1940 году. Версия М40 строилась на шасси танка M13/40 в 1941 году. Всего было построено 60 единиц.

## Известные танкисты, воевавшие на M13/40
- Паскуччи, Луиджи Арбиб (1909—1942) — лейтенант, командир танкового взвода 132-й танковой дивизии. Кавалер золотой медали «За воинскую доблесть» (посмертно).
- Сальваторе Дзаппала (1893—1942) — подполковник, командир танкового батальона 133-й танковой дивизии. Кавалер золотой медали «За воинскую доблесть» (посмертно).
- Бруно Галас (1919—1941) — сержант, водитель-механик 132-й танковой дивизии. Кавалер золотой медали «За воинскую доблесть» (посмертно).

## Галерея

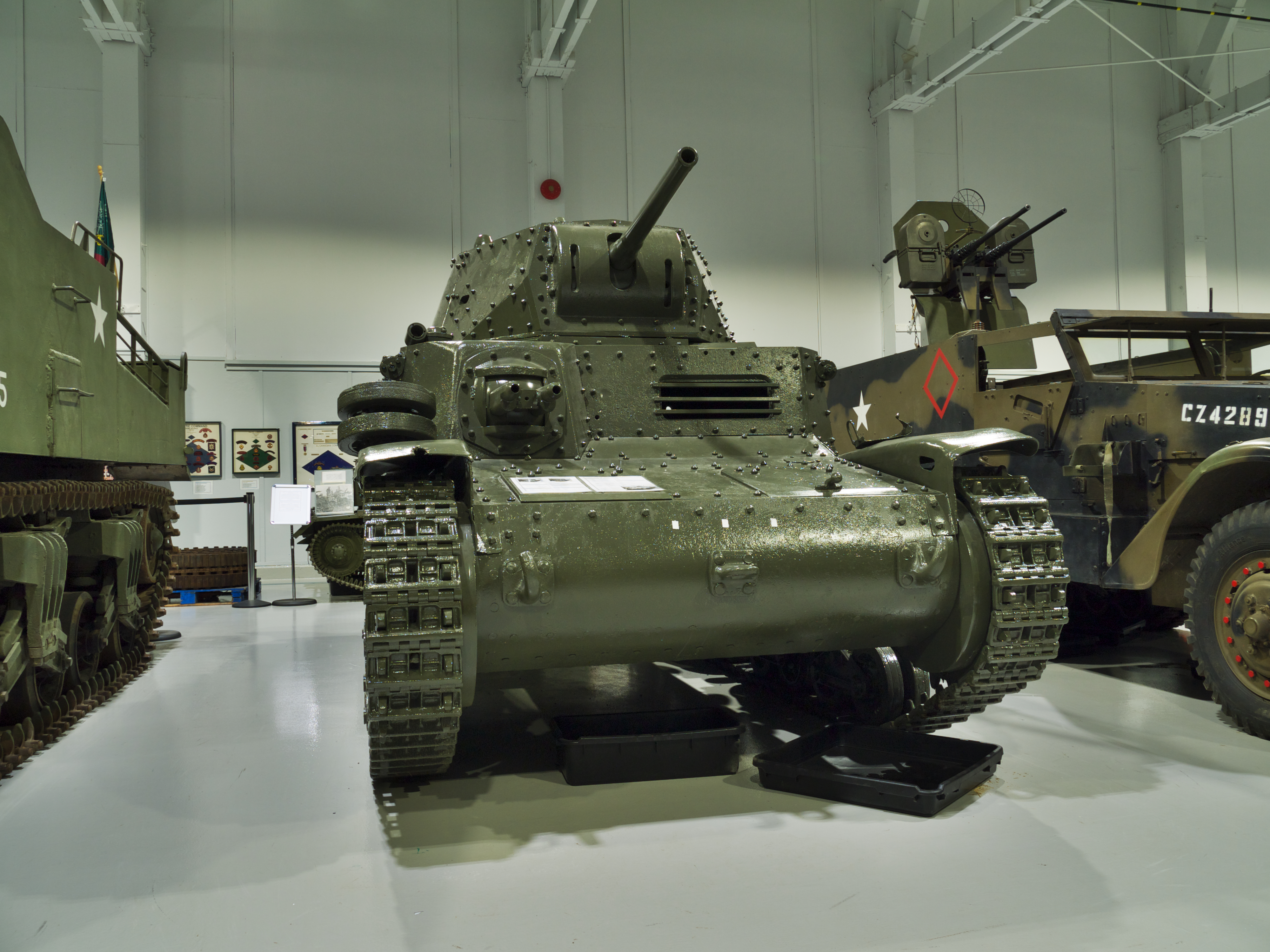
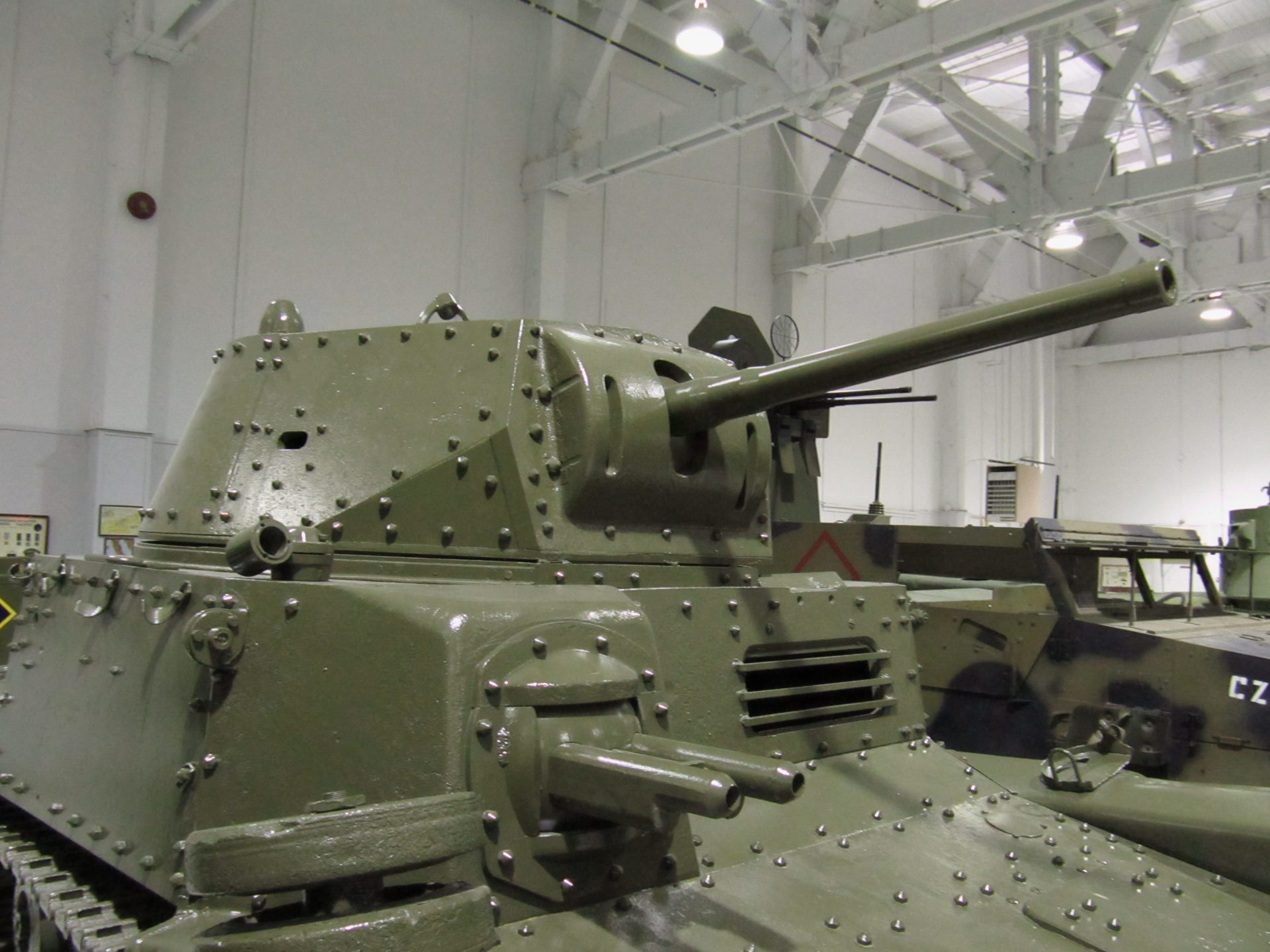
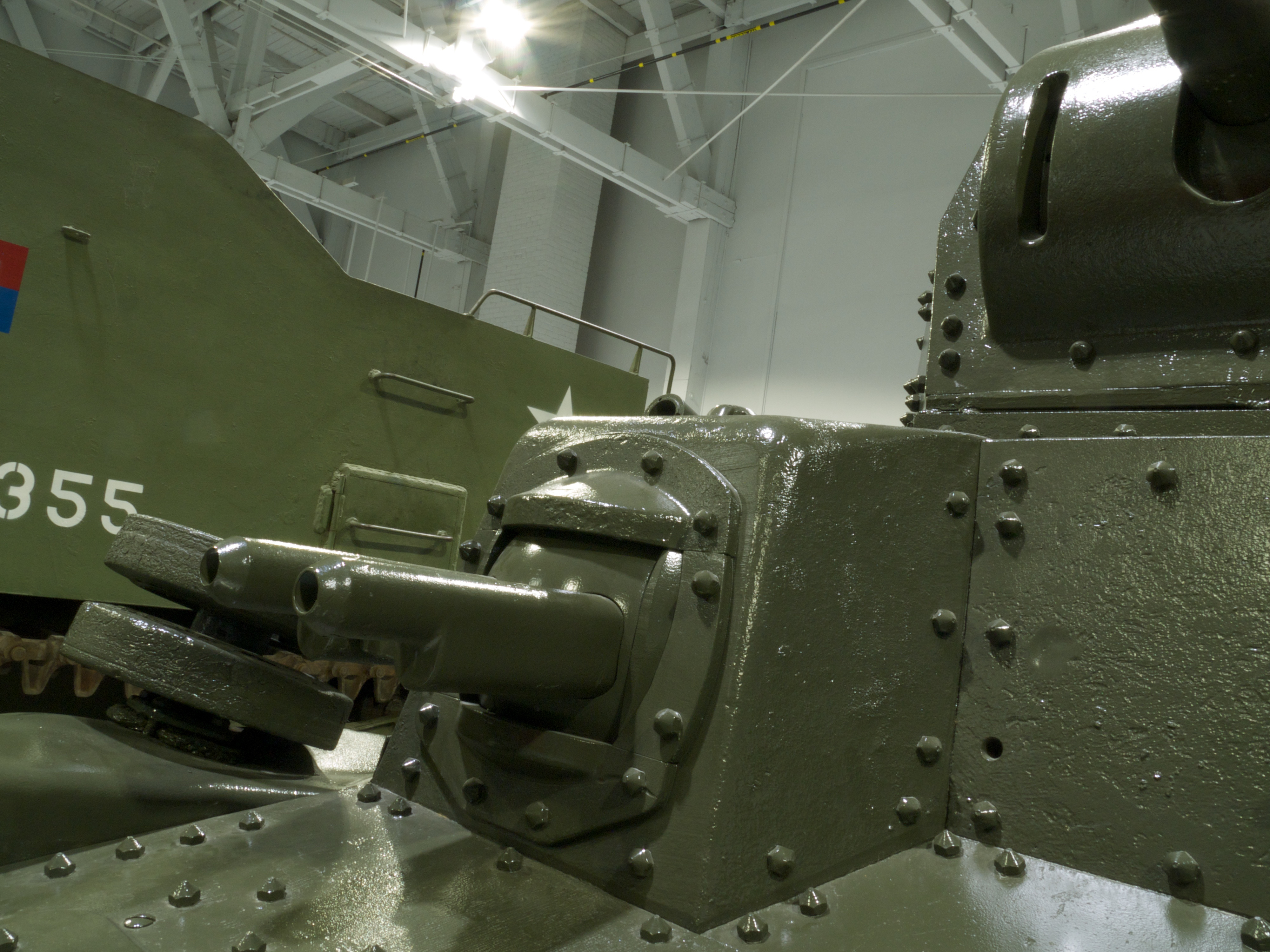
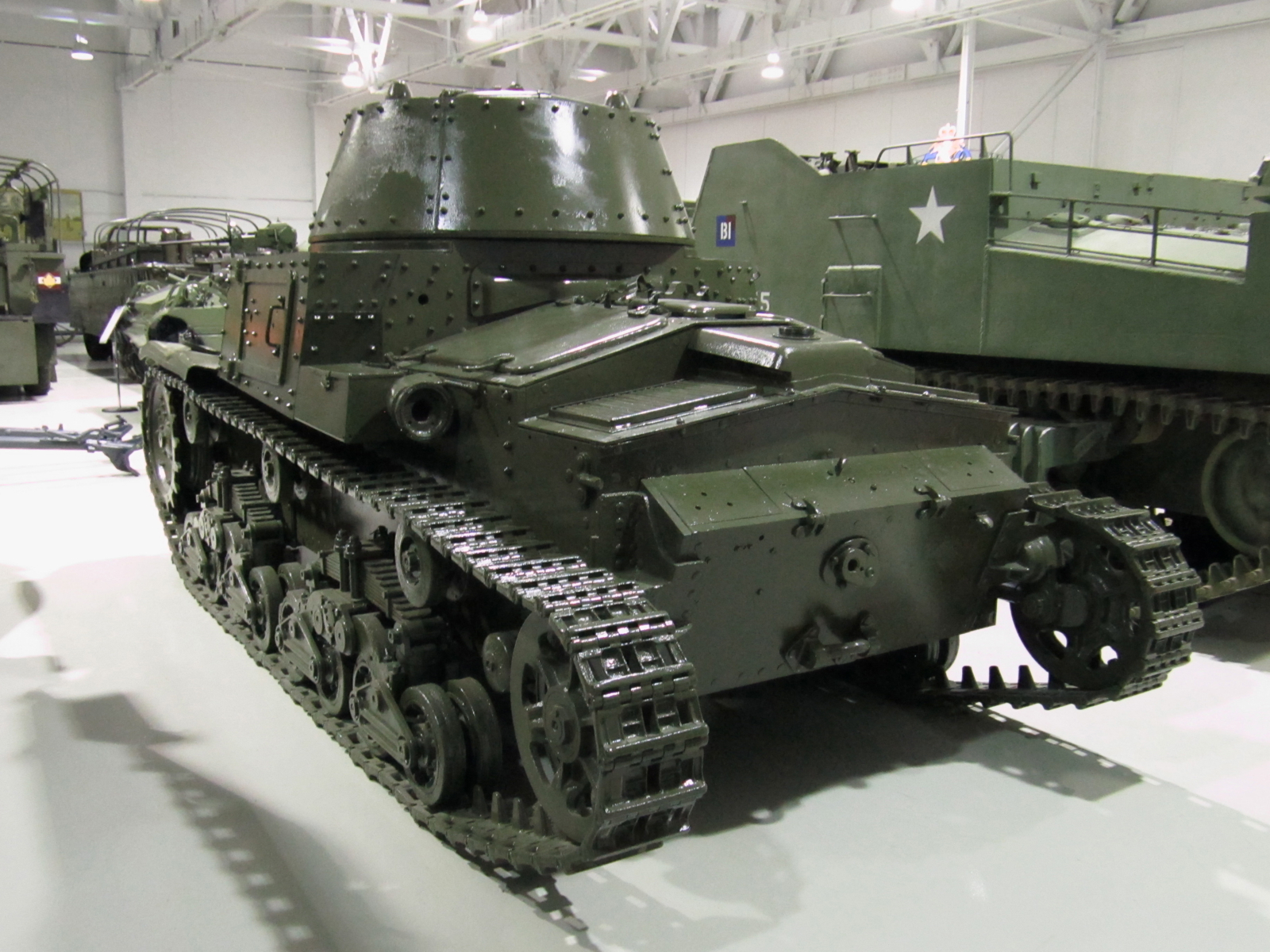